# Luke Madeley
Pour les articles homonymes, voir Madeley.
Luke Madeley est un joueur international de hockey sur gazon irlandais qui joue au poste de défenseur à La Gantoise HC,.

## Biographie
Luke est né le 28 février 1996 à Dublin,.

## Carrière

### En club
Avant de jouer à La Gantoise HC, il a joué en Irlande avec le club de Three Rock Rovers HC,,.

### En équipe nationale
Luke a fait ses débuts en 2017 dans le cadre d'une série de matchs amicaux face au Pakistan à Lisburn.
En 2019, il a participé aux Finales des Hockey Series masculin 2018-2019 au Touquet-Paris-Plage.
En 2021, il a participé à l'Euro II 2021 à Gniezno dans laquelle il a remporté la médaille de bronze avec son équipe.
En 2022, il a participé à la Coupe des nations 2022 à Potchefstroom dans laquelle il a remporté la médaille d'argent avec son équipe.

## Palmarès
- : 2e aux Hockey Series 2018-2019
- : 2e à la Coupe des nations 2022
- : 3e à l'Euro II 2021